# Johann Gottfried Hoefer
Johann Gottfried Hoefer (* 23. Mai 1719 in Altengesees; † 16. Januar 1796 in Braunschweig) war Direktor des herzoglichen Kunst- und Naturalienkabinetts, Vorläufer des heutigen Herzog Anton Ulrich-Museums und des Naturhistorischen Museums in Braunschweig.

## Leben
Johann Gottfried Hoefer wurde 1719 als Sohn des Arztes Gottfried Hoefer und dessen Ehefrau Marie Eleonore in Thüringen geboren. Im Dezember 1729 wurde er in die Lateinische Schule in Halle aufgenommen. Er studierte Theologie und Philosophie und wurde an der Universität Göttingen zum Dr. phil. promoviert. Anschließend war er bis 1746 als Hauslehrer in Halle und Magdeburg tätig. Hoefer ging 1746 nach Braunschweig und wurde Hofmeister am dortigen Collegium Carolinum. Er war ab 1753 Kanoniker am Stift St. Cyriakus und wurde dort 1768 zum Rat und 1782 zum Dekan ernannt.
Hoefer erhielt 1754 die Stelle eines Sekretärs am neu gegründeten herzoglichen Kunst- und Naturalienkabinett, wo er die praktische Arbeit leistete. Erster Direktor der Sammlungen war Daniel de Superville. Hoefer erhielt von Herzog Karl I. 1755 den Auftrag, die Naturschätze zu inventarisieren. Aufgrund einer herzoglichen Vollmacht konnten ab 1765 geeignete Gegenstände aus dem Schloss und der Bibliothek in Wolfenbüttel in die Braunschweiger Sammlungen überführt werden. Hoefer war ab 1765 auch für den Ankauf von Kupferstichen zuständig und baute die graphische Sammlung bis 1779 erheblich aus. Er war von 1776 bis 1780 Direktor der herzoglichen Sammlungen und trat nach dem Tod Herzog Karls 1780 als Hofrat in den Dienst der Witwe, Herzogin Philippine Charlotte. Daneben war er Direktor der Braunschweiger Armenanstalten.
Hoefer starb im Januar 1796 im Alter von 76 Jahren in Braunschweig. Das Städtische Museum Braunschweig besitzt Porträts von Hoefer und seiner Ehefrau Marie Charitas.

## Kuriosa
Am 21. Dezember 1746 hatte Hoefer als Hofmeister im Collegium Carolinum während der üblichen nächtlichen Stubenkontrolle ein Gespenst in Gestalt des ehemaligen Lehrers und Hofmeisters Melchior Dörrien wahrgenommen, der am 8. Juli 1746 im Alter von nur 25 Jahren verstorben war.  Er benachrichtigte  den Mathematikprofessor Johann Ludwig Oeder, der das Phänomen bestätigte und mitteilte, noch mehrfach in seinem Schlafraum von dem Gespenst besucht worden zu sein. In den Aktenvermerken zu der Untersuchung des Vorfalls, die Herzog Karl angeordnet hatte, wurde festgestellt, dass es sich mit großer Wahrscheinlichkeit um einen Streich handele, den einige Studenten den Professoren und Mitbewohnern gespielt hätten.